# St Andrews Railway
St Andrews Railway var ett skotskt järnvägsbolag grundat 1851 med syfte att bygga en järnväg mellan St Andrews och Edinburgh and Northern Railways huvudlinje i Leuchars. Järnvägen öppnade för trafik 1852, men till en station i utkanten av St Andrews, just bortom sjuttonde hålet på the Old Course. Banan kunde dock senare förlängas till en ny station i ett mer centralt läge. Efter dess invigning bytte den gamla stationen namn till St Andrews Links.
Edinburgh and	Northern Railway köptes av North British Railway och 1877 såldes även St Andrews Railway. Trafiken på banan fortsatte som en del av North British Railway. senare LNER och British Rail. 
Efter att vägbron över Firth of Tay öppnat 1965 minskade trafiken på banan med 40% och trafiken upphörde 6 januari 1969.
| Unknown BSicon "exSTR" |

| Unknown BSicon "exBHF" |

| Unknown BSicon "xABZg+r" |

| Station on track |

| Unknown BSicon "xABZgr" |

| Unknown BSicon "exBHF" |

| Unknown BSicon "exWBRÜCKE1" |

| Unknown BSicon "exBHF" |

| Unknown BSicon "exBHF" |

| Unknown BSicon "exSTR" |

### Fotnoter
1. ↑  David Miller (5 september 2015). ”Battling against Beeching” (på engelska). BBC. http://www.bbc.com/news/uk-scotland-34157265. Läst 21 juli 2017.